# Pegaspargas
Pegaspargas, som säljs under varumärket Oncaspar, är ett läkemedel som används vid behandling av akut lymfatisk leukemi (ALL). Den används ofta tillsammans med antracykliner, vinkristin och kortikosteroider (exempelvis dexametason). Pegaspargas kan administreras antingen genom en intravenös infusion eller intramuskulär injektion.
Kända biverkningar som är förknippade med pegaspargas är bland annat allergiska reaktioner, blödningsrubbningar, högt blodsocker, leverpåverkan, bukspottkörtelinflammation och blodproppar i hjärnan. Det finns ingen data för användning av pegaspargas under graviditet. Därför bör försiktighet iakttas och pegaspargas bör bara ges till gravida kvinnor när nyttan övervinner de eventuella riskerna. 
Pegaspargas är en modifierad version av enzymet asparaginas som har genomgått PEGylering. Den fungerar genom att bryta ner aminosyran asparagin som cirkulerar i blodbanan, vilket är en viktig byggsten för cancerceller för att de ska kunna växa. Cancercellerna kan inte själva producera asparagin, vilket normala celler kan och på så sätt är normala celler inte lika påverkade av pegaspargas.
Pegaspargase godkändes för medicinsk användning i USA 1994 och i EU 2016. Den finns på Världshälsoorganisationens lista över nödvändiga läkemedel. Tillverkas av företaget Sigma-Tau.